# Golden Jubilee Bridges
Le Golden Jubilee Bridges sono due passerelle pedonali che attraversano il Tamigi a Londra affiancate all'Hungerford Bridge.

## Storia
Il concorso per la progettazione delle due passerelle è stato vinto dall'architetto Lifschutz Davidson Sandilands e da WSP Group. La progettazione dettagliata dei due ponti è stata eseguita dagli ingegneri consulenti Gifford, ora Ramboll UK.
La loro costruzione è stata complicata dalla necessità di mantenere in funzione il ponte ferroviario senza interruzioni, dai tunnel della linea Bakerloo che passavano solo pochi metri sotto il letto del fiume e dal potenziale pericolo della presenza di bombe inesplose della seconda guerra mondiale nel fango del Tamigi. Nonostante le ampie indagini sull'alveo del fiume, la London Underground non era disposta ad accettare questi rischi e i lavori preliminari sono stati interrotti nel 2000. Il progetto è stato modificato in modo che la struttura di supporto sul lato nord, che sarebbe stata a 15 metri delle linee della metropolitana, è stata spostata fuori dal letto del fiume e su Victoria Embankment. Lo scavo vicino alle linee della metropolitana è stato effettuato quando questa era chiusa e le fondamenta sono state scavate a mano per ulteriore sicurezza.
Le due nuove passerelle pedonali, larghe 4 metri, sono state completate nel 2002. Sono state denominate Golden Jubilee Bridges, in onore del 50º anniversario dell'acceso al trono della Regina Elisabetta, sebbene in pratica siano ancora spesso indicate come "Hungerford Footbridges".
Le strutture, lunghe 300 metri, sono state sollevate utilizzando un metodo innovativo chiamato lancio incrementale, in cui ogni sezione lunga 50 metri è stata trainata attraverso il fiume utilizzando un traliccio in acciaio lungo 250 metri e del peso di 300 tonnellate. Questo processo è stato ripetuto cinque volte fino a quando ogni sezione ha attraversato il fiume, sostenuto da sei pilastri temporanei in acciaio e cemento. I sette piloni da 25 tonnellate sono stati poi sollevati nelle due settimane successive. Una volta installati i tralicci, i ponti sono stati sollevati per consentirne il collegamento con gli stralli sospesi ai tralicci. L'impalcato in cemento è stato quindi abbassato nella sua posizione finale e i pilastri temporanei e i supporti sono stati smantellati.
Il design dei ponti è complesso. Ciascuno dei due ponti è sostenuto da piloni inclinati verso l'esterno. I ponti sono sospesi a ventagli di sottili aste d'acciaio denominate traverse di coperta (ce ne sono 180 su ogni ponte, composte da oltre 4 km. di cavo) e sono tenute in posizione da altre aste denominate paterazzo. Poiché i tralicci si appoggiano, i sostegni posteriori sono in tensione. L'impalcato è fissato in posizione da collari d'acciaio montati attorno (sebbene non supportati da) i pilastri del ponte ferroviario; i collari sono essi stessi fissati alle fondamenta del ponte da tiranti. L'intera struttura viene così tenuta in posizione sfruttando le tensioni tra i tralicci e i vari tiranti e puntoni.

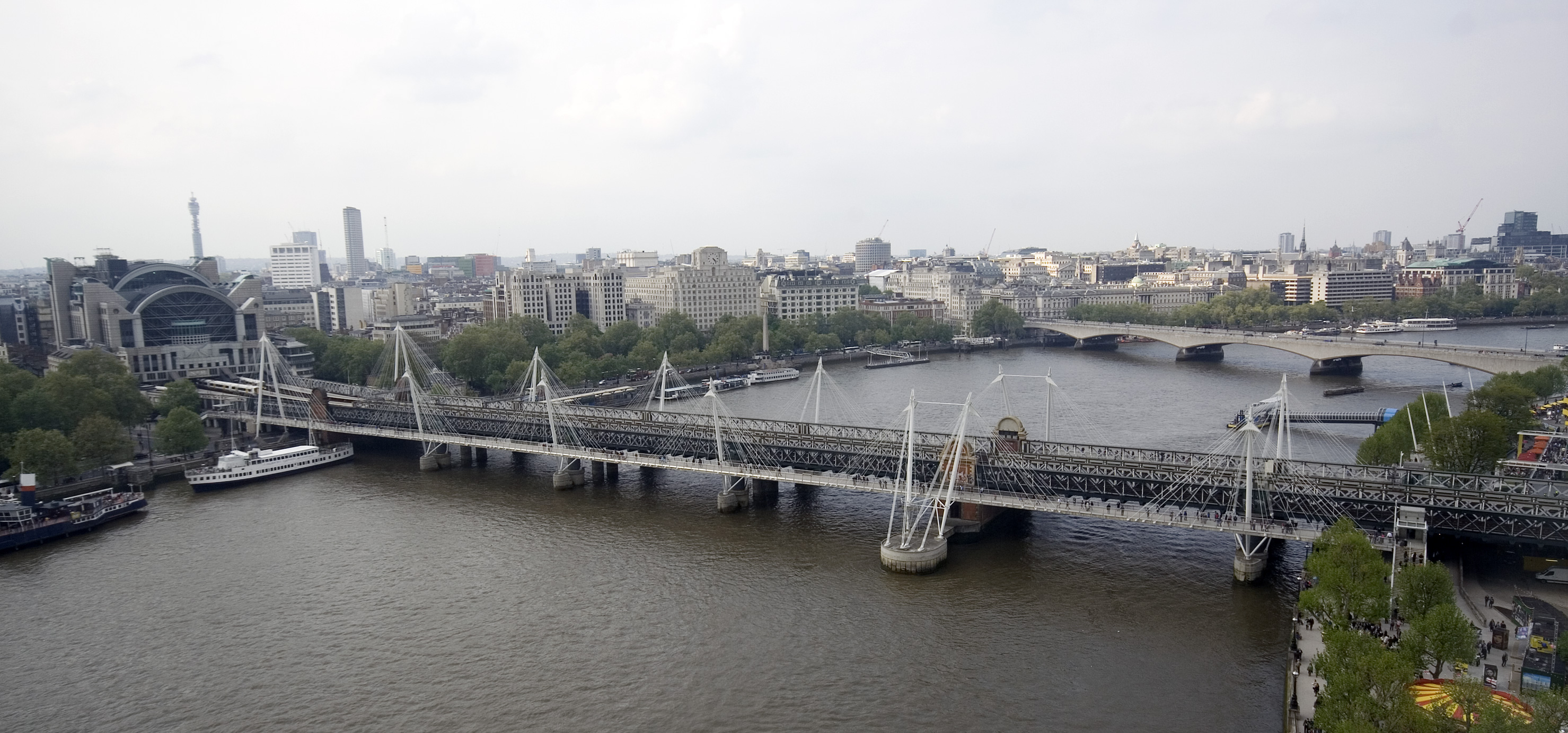
L'Hungerford Bridge e le Golden Jubilee bridges viste dal London Eye, con il Waterloo Bridge sullo sfondo.

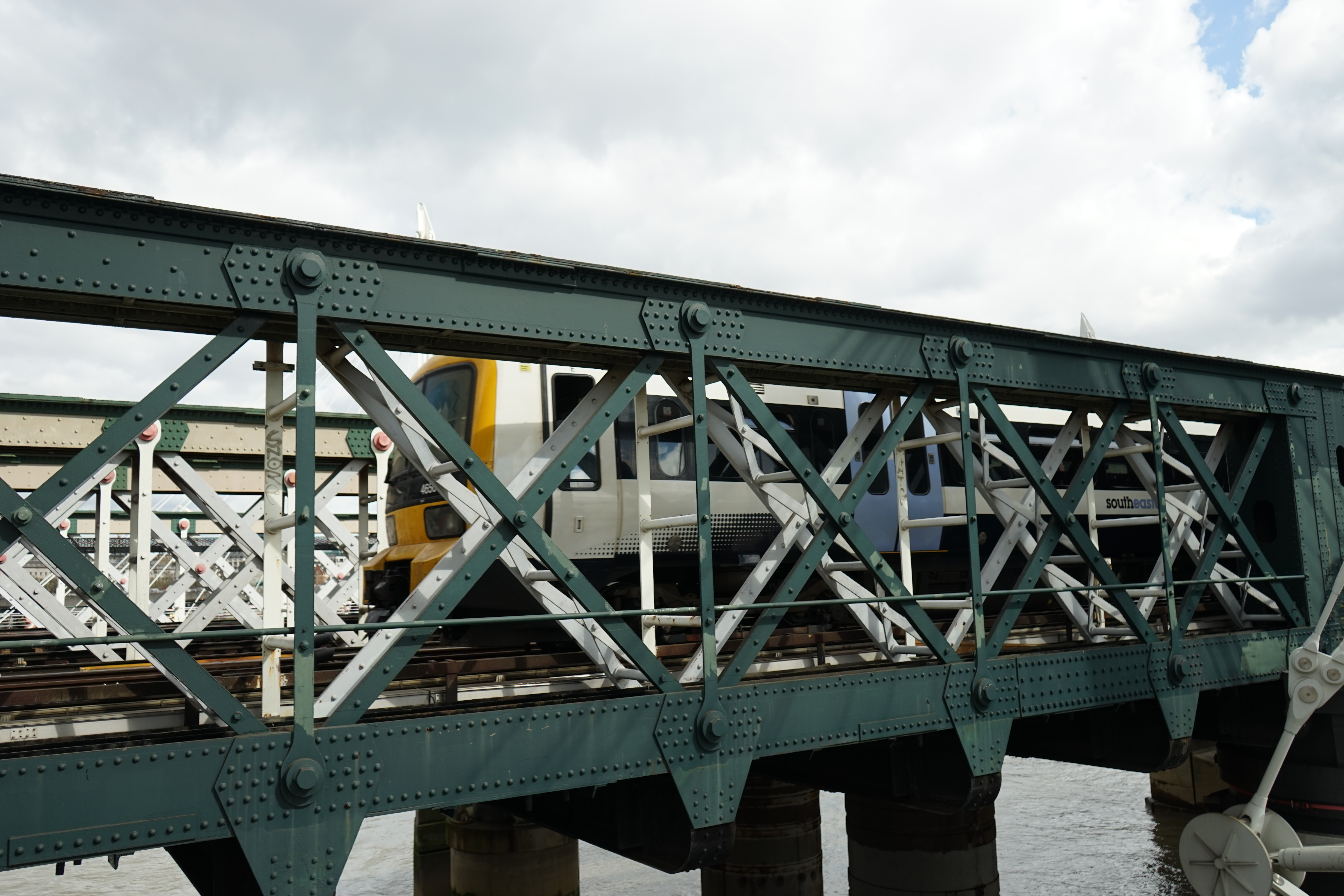
Un treno attraversa l'Hungerford railway bridge.

I nuovi ponti hanno vinto la categoria Specialist nel Royal Fine Art Commission Building of the Year Award nel 2003. Hanno ottenuto un encomio per lo Structural Achievement Award nel 2004 Institution of Structural Engineers Awards e hanno vinto premi dal Civic Trust per il loro progetto illuminotecnico.
Nel 2014, la domanda di pianificazione per l'ormai cancellato Garden Bridge, ha rivelato nella sua valutazione del movimento pedonale attraverso il Tamigi che le passerelle sono le più trafficate di Londra, con una stima di 8,5 milioni di pedoni ogni anno.